# Clematepistephium smilacifolium
Clematepistephium smilacifolium là một loài thực vật có hoa trong họ Lan. Loài này được (Rchb.f.) N.Hallé mô tả khoa học đầu tiên năm 1977.